# Canthyporus regimbarti
Canthyporus regimbarti är en skalbaggsart som beskrevs av Nilsson 2001. Canthyporus regimbarti ingår i släktet Canthyporus och familjen dykare. Inga underarter finns listade i Catalogue of Life.